# Mouettes
Mouettes és un municipi francès situat al departament de l'Eure i a la regió de Normandia. L'any 2007 tenia 700 habitants.

## Demografia

### Població
El 2007 la població de fet de Mouettes era de 700 persones. Hi havia 232 famílies de les quals 40 eren unipersonals (28 homes vivint sols i 12 dones vivint soles), 57 parelles sense fills, 123 parelles amb fills i 12 famílies monoparentals amb fills.
La població ha evolucionat segons el següent gràfic:
Habitants censats

### Habitatges
El 2007 hi havia 336 habitatges, 252 eren l'habitatge principal de la família, 77 eren segones residències i 7 estaven desocupats. Tots els 328 habitatges eren cases. Dels 252 habitatges principals, 232 estaven ocupats pels seus propietaris, 15 estaven llogats i ocupats pels llogaters i 5 estaven cedits a títol gratuït; 6 tenien una cambra, 8 en tenien dues, 32 en tenien tres, 71 en tenien quatre i 135 en tenien cinc o més. 187 habitatges disposaven pel capbaix d'una plaça de pàrquing. A 103 habitatges hi havia un automòbil i a 135 n'hi havia dos o més.

### Piràmide de població
La piràmide de població per edats i sexe el 2009 era:
| Homes | Edats   | Dones |
| ----- | ------- | ----- |
| 0     | 95 o +  | 4     |
| 4     | 90 a 94 | 0     |
| 4     | 85 a 89 | 0     |
| 0     | 80 a 84 | 4     |
| 0     | 75 a 79 | 4     |
| 8     | 70 a 74 | 4     |
| 20    | 65 a 69 | 16    |
| 12    | 60 a 64 | 16    |
| 4     | 55 a 59 | 12    |
| 32    | 50 a 54 | 16    |
| 24    | 45 a 49 | 24    |
| 32    | 40 a 44 | 32    |
| 12    | 35 a 39 | 16    |
| 24    | 30 a 34 | 20    |
| 12    | 25 a 29 | 12    |
| 28    | 20 a 24 | 20    |
| 24    | 15 a 19 | 24    |
| 28    | 10 a 14 | 20    |
| 20    | 5 a 9   | 12    |
| 4     | 0 a 4   | 20    |

## Economia
El 2007 la població en edat de treballar era de 463 persones, 373 eren actives i 90 eren inactives. De les 373 persones actives 337 estaven ocupades (188 homes i 149 dones) i 36 estaven aturades (22 homes i 14 dones). De les 90 persones inactives 24 estaven jubilades, 37 estaven estudiant i 29 estaven classificades com a «altres inactius».

### Ingressos
El 2009 a Mouettes hi havia 259 unitats fiscals que integraven 714 persones, la mediana anual d'ingressos fiscals per persona era de 20.221 €.

### Activitats econòmiques
Dels 16 establiments que hi havia el 2007, 6 eren d'empreses de construcció, 3 d'empreses de comerç i reparació d'automòbils, 2 d'empreses de transport i 5 d'empreses de serveis.
Dels 5 establiments de servei als particulars que hi havia el 2009, 1 era un guixaire pintor, 1 fusteria i 3 lampisteries.
L'únic establiment comercial que hi havia el 2009 era una carnisseria.
L'any 2000 a Mouettes hi havia 3 explotacions agrícoles que ocupaven un total de 411 hectàrees.

## Equipaments sanitaris i escolars
El 2009 hi havia una escola elemental.

## Poblacions més properes
El següent diagrama mostra les poblacions més properes.